# Бакрар, Монсеф
Монсе́ф Бакра́р (фр. Monsef Bakrar; 13 января, 2001, Сетиф, Алжир) — алжирский футболист, нападающий американского клуба «Нью-Йорк Сити» и сборной Алжира.

## Клубная карьера
Воспитанник клуба «ЕС Сетиф» из родного города. Дебютировал 9 января 2021 года в гостевом матче с «Бордж-Бу-Арреридж», выйдя на замену Мохамеду Амура на 67-й минуте. Первый гол забил 6 февраля в своём втором матче за клуб против «Орана», заменив на 68-й минуте Малика Туре и отметившись на 79-й. 14 февраля дебютировал в континентальных кубках, заменив Хуари Фархани в ответном домашнем матче отбора к Кубку конфедерации КАФ с «Асанте Котоко». 4 апреля в гостевом матче Кубка конфедерации против «Эньимба Аба» впервые отметился в континентальных турнирах, забив единственный гол своей команды. Вместе с клубом занял второе место в Лиге 1 2020/21, что дало право команде участвовать в отборе к Лиге чемпионов. Его клуб прошёл, и 10 мая 2022 года Бакрар в гостевом матче с «Амазулу» дебютировал в главном клубном турнире Африки. Вместе с клубом дошёл до полуфинала Лиги чемпионов, где уступил «Аль-Ахли». В чемпионате нападающий также выступил успешно, забив шесть мячей, в том числе оформив первый в карьере дубль. По окончании сезона расторг свой контракт. Всего за «ЕС Сетиф» провёл 51 матч, забил 10 голов и отдал три голевые передачи.
20 июля 2022 года на правах свободного агента перешёл в клуб хорватской Национальной лиги «Истра 1961», подписав контракт на один год с опцией продления. Дебютировал 29 июля в гостевом матче с загребским «Динамо», заменив на 70-й минуте Бартола Баришича и забив дебютный гол. В следующем матче против «Осиека» вышел в стартовом составе и также отличился забитым мячом, на этот раз победным. Всего за 31 матч в чемпионате забил 8 голов и отдал три результативные передачи, став вторым бомбардиром команды (после Анте Эрцега), тем самым помог команде занять пятое место в чемпионате, что является лучшим результатом в истории клуба.
11 июля 2023 года перешёл в клуб американской MLS «Нью-Йорк Сити», подписав трёхлетний контракт с опцией продления на год. До этого СМИ сообщали о возможном трансфере игрока в «Динамо» Загреб, а также об интересе со стороны «Алавеса». Дебютировал 24 июля в матче группового этапа Кубка лиг против «Атласа», выйдя в стартовом составе. Первый гол за клуб забил 27 июля в том же турнире в ворота «Торонто».

## Карьера в сборной
В составе сборной Алжира до 23 лет принял участие в Турнире в Тулоне 2022, забив один гол в четырёх матчах.
За первую сборную дебютировал 22 марта 2024 года в домашнем товарищеском матче против сборной Боливии, заменив на 70-й минуте Ясина Брахими. Первым голевым действием за сборную отличился 26 марта в товарищеской встрече со сборной ЮАР, заменив на 59-й минуте Багдада Бунеджаха и отдав голевую передачу на гол Яссина Бензья, чем принёс команде ничью.

## Стиль игры
В футболисте отмечают силу, скорость и голевое чутьё. В связи с успехами в Хорватии его сравнивают с Аль-Арби Судани, а по игре в сборной — с Анди Делором.